# Asnières-sur-Blour
Ne doit pas être confondu avec Anères.
Pour les articles homonymes, voir Asnières.
Asnières-sur-Blour est une commune du Centre-Ouest de la France, située dans le département de la Vienne  en région Nouvelle-Aquitaine.

## Géographie

### Communes limitrophes
|                  | Luchapt                   | Val-d'Oire-et-Gartempe (Haute-Vienne) |
| Millac           | Asnières-sur-Blour        | Saint-Martial-sur-Isop (Haute-Vienne) |
| Abzac (Charente) | Oradour-Fanais (Charente) | Gajoubert (Haute-Vienne)              |

### Géologie et relief
La région d'Asnières-sur-Blour présente un paysage de bocages et de vallées. Le terroir se compose :
- de vallées étroites et encaissées (pour 3 %) ;
- de sols limoneux sur altérite sur les plateaux du seuil du Poitou (pour 38 %) ;
- de sols sur granite rose (pour 22 %), de diorites (pour 21 %) et de leucogranite (pour 16 %) sur les collines et les plateaux des massifs anciens.

### Hydrographie
La commune est traversée par 15 km de cours d'eau dont la rivière principale est la Blourde sur une longueur de 5 km.

### Climat
Pour des articles plus généraux, voir Climat de la Nouvelle-Aquitaine et Climat de la Vienne.
Historiquement, la commune est exposée à un climat océanique limousin.  
En 2020, Météo-France publie une typologie des climats de la France métropolitaine dans laquelle la commune est exposée à un climat océanique altéré et est dans la région climatique Poitou-Charentes, caractérisée par un bon ensoleillement, particulièrement en été et des vents modérés.
Pour la période 1971-2000, la température annuelle moyenne est de 11,5 °C, avec une amplitude thermique annuelle de 14,9 °C. Le cumul annuel moyen de précipitations est de 912 mm, avec 12,7 jours de précipitations en janvier et 7,2 jours en juillet. Pour la période 1991-2020, la température moyenne annuelle observée sur la station météorologique la plus proche, située sur la commune du Vigeant à 13 km à vol d'oiseau, est de 12,4 °C et le cumul annuel moyen de précipitations est de 781,8 mm,. Pour l'avenir, les paramètres climatiques de la commune estimés pour 2050 selon différents scénarios d’émission de gaz à effet de serre sont consultables sur un site dédié publié par Météo-France en novembre 2022.

## Urbanisme

### Typologie
Au 1er janvier 2024, Asnières-sur-Blour est catégorisée commune rurale à habitat très dispersé, selon la nouvelle grille communale de densité à sept niveaux définie par l'Insee en 2022.
Elle est située hors unité urbaine et hors attraction des villes,.

### Occupation des sols
L'occupation des sols de la commune, telle qu'elle ressort de la base de données européenne d’occupation biophysique des sols Corine Land Cover (CLC), est marquée par l'importance des territoires agricoles (86,5 % en 2018), une proportion identique à celle de 1990 (86,5 %). La répartition détaillée en 2018 est la suivante : 
prairies (70,7 %), forêts (12,5 %), zones agricoles hétérogènes (9,1 %), terres arables (6,7 %), eaux continentales (1 %). L'évolution de l’occupation des sols de la commune et de ses infrastructures peut être observée sur les différentes représentations cartographiques du territoire : la carte de Cassini (XVIIIe siècle), la carte d'état-major (1820-1866) et les cartes ou photos aériennes de l'IGN pour la période actuelle (1950 à aujourd'hui).

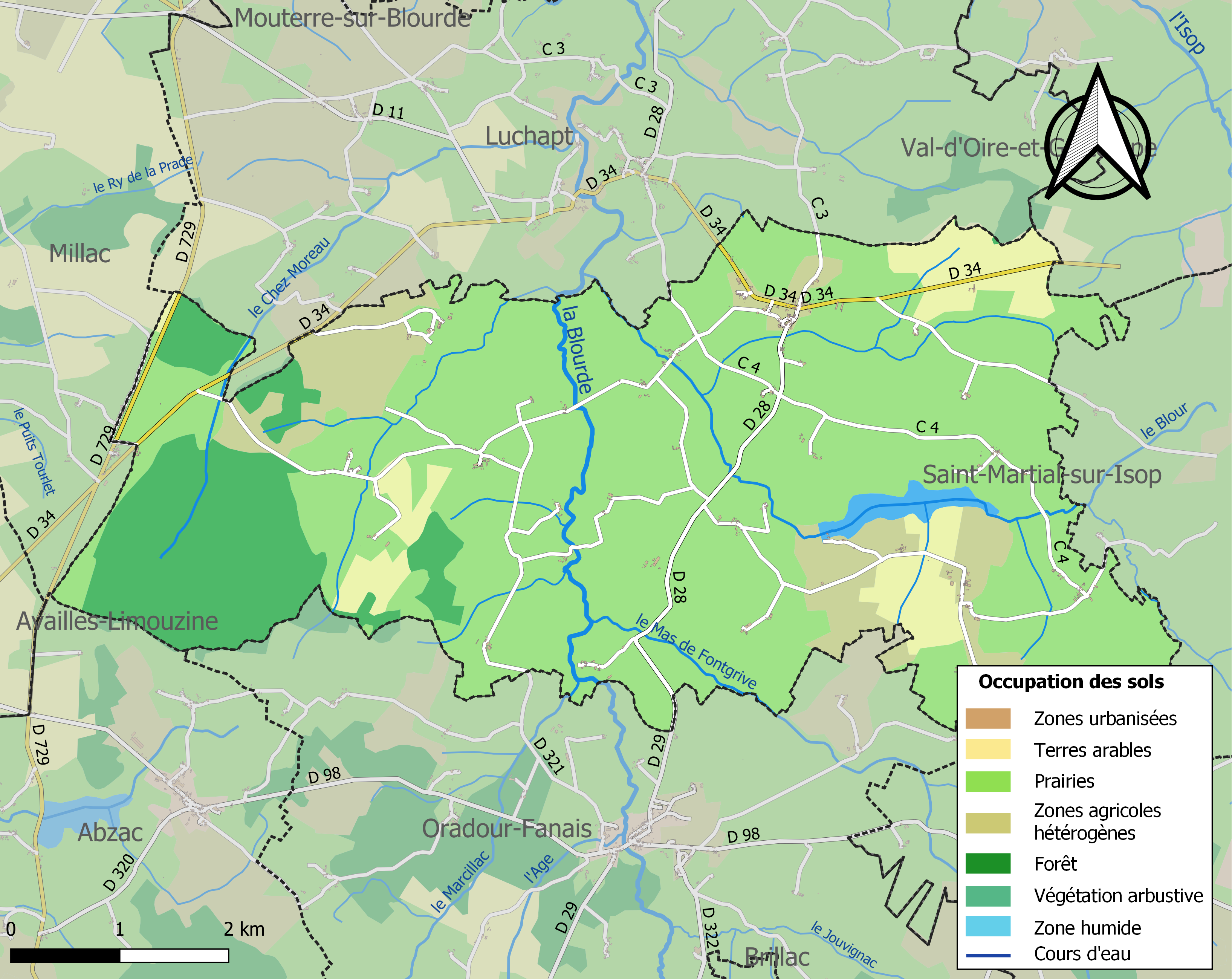
Carte des infrastructures et de l'occupation des sols de la commune en 2018 (CLC).

### Risques majeurs
Le territoire de la commune d'Asnières-sur-Blour est vulnérable à différents aléas naturels : météorologiques (tempête, orage, neige, grand froid, canicule ou sécheresse), inondations, mouvements de terrains et séisme (sismicité faible). Il est également exposé à un risque technologique,  le transport de matières dangereuses, et à un risque particulier : le risque de radon. Un site publié par le BRGM permet d'évaluer simplement et rapidement les risques d'un bien localisé soit par son adresse soit par le numéro de sa parcelle.

#### Risques naturels
Certaines parties du territoire communal sont susceptibles d’être affectées par le risque d’inondation par débordement de cours d'eau, notamment la Blourde. La commune a été reconnue en état de catastrophe naturelle au titre des dommages causés par les inondations et coulées de boue survenues en 1982, 1983, 1999 et 2010,.

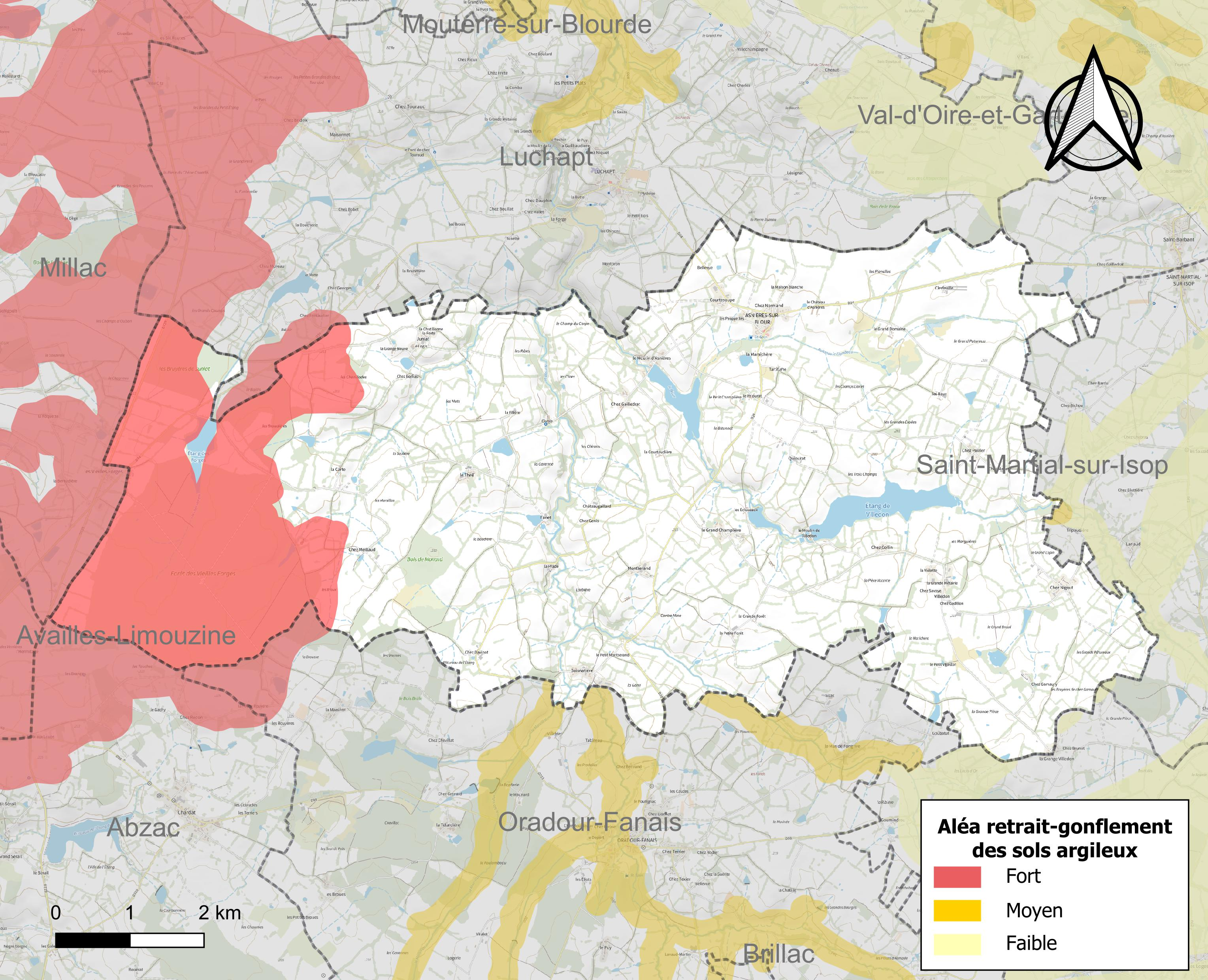
Carte des zones d'aléa retrait-gonflement des sols argileux d'Asnières-sur-Blour.

Les mouvements de terrains susceptibles de se produire sur la commune sont des tassements différentiels. Le retrait-gonflement des sols argileux est susceptible d'engendrer des dommages importants aux bâtiments en cas d’alternance de périodes de sécheresse et de pluie. 16,4 % de la superficie communale est en aléa moyen ou fort (79,5 % au niveau départemental et 48,5 % au niveau national). Depuis le 1er octobre 2020, en application de la loi ÉLAN, différentes contraintes s'imposent aux vendeurs, maîtres d'ouvrages ou constructeurs de biens situés dans une zone classée en aléa moyen ou fort,.
La commune a été reconnue en état de catastrophe naturelle au titre des dommages causés par la sécheresse en 2020 et par des mouvements de terrain en 1999 et 2010.

#### Risque particulier
Dans plusieurs parties du territoire national, le radon, accumulé dans certains logements ou autres locaux, peut constituer une source significative d’exposition de la population aux rayonnements ionisants. Selon la classification de 2018, la commune d'Asnières-sur-Blour est classée en zone 3, à savoir zone à potentiel radon significatif.

## Toponymie
Le nom du village provient du latin asinus qui signifie âne, suivi du suffixe "-aria" qui signifie le domaine des ânes ou le lieu des ânes. Cette appellation serait en rapport avec la présence de moulins qui étaient mus par un nombre important d'ânes.

## Politique et administration

### Liste des maires
| Période    | Période   | Identité            | Étiquette | Qualité      |
| ---------- | --------- | ------------------- | --------- | ------------ |
|            |           |                     |           |              |
| avant 1995 | mars 2008 | Cécile de Rocquigny | DVD       |              |
| mars 2008  | 2014      | Jean Médans         |           |              |
| 2014       | En cours  | Maryse Legrand      | DVD       | Agricultrice |

### Instances judiciaires et administratives
La commune relève du tribunal d'instance de Poitiers, du tribunal de grande instance de Poitiers, de la cour d'appel  Poitiers, du tribunal pour enfants de Poitiers, du conseil de prud'hommes de Poitiers, du tribunal de commerce de Poitiers, du tribunal administratif de Poitiers et de la cour administrative d'appel  de  Bordeaux,  du tribunal des pensions de Poitiers, du tribunal des affaires de la Sécurité sociale de la Vienne, de la cour d’assises de la Vienne.

## Démographie
L'évolution du nombre d'habitants est connue à travers les recensements de la population effectués dans la commune depuis 1793. Pour les communes de moins de 10 000 habitants, une enquête de recensement portant sur toute la population est réalisée tous les cinq ans, les populations de référence des années intermédiaires étant quant à elles estimées par interpolation ou extrapolation. Pour la commune, le premier recensement exhaustif entrant dans le cadre du nouveau dispositif a été réalisé en 2007.

En 2022, la commune comptait 189 habitants, en évolution de +5 % par rapport à 2016 (Vienne : +0,6 %, France hors Mayotte : +2,11 %).
| 1793 | 1800 | 1806 | 1821 | 1831 | 1836 | 1841 | 1846 | 1851 |
| ---- | ---- | ---- | ---- | ---- | ---- | ---- | ---- | ---- |
| 907  | 906  | 949  | 835  | 887  | 901  | 898  | 920  | 917  |

| 1856 | 1861 | 1866 | 1872 | 1876 | 1881 | 1886 | 1891 | 1896 |
| ---- | ---- | ---- | ---- | ---- | ---- | ---- | ---- | ---- |
| 914  | 764  | 745  | 786  | 827  | 810  | 837  | 906  | 912  |

| 1901 | 1906 | 1911 | 1921 | 1926 | 1931 | 1936 | 1946 | 1954 |
| ---- | ---- | ---- | ---- | ---- | ---- | ---- | ---- | ---- |
| 860  | 870  | 855  | 761  | 746  | 727  | 674  | 580  | 530  |

| 1962 | 1968 | 1975 | 1982 | 1990 | 1999 | 2006 | 2007 | 2012 |
| ---- | ---- | ---- | ---- | ---- | ---- | ---- | ---- | ---- |
| 464  | 388  | 329  | 304  | 225  | 191  | 202  | 203  | 175  |

| 2017 | 2022 | - | - | - | - | - | - | - |
| ---- | ---- | - | - | - | - | - | - | - |
| 182  | 189  | - | - | - | - | - | - | - |

En 2008, selon l’INSEE, la densité de population de la commune était de 6 hab./km2, 61 hab./km2 pour le département, 68 hab./km2 pour la région Poitou-Charentes et 115 hab./km2 pour la France.

## Économie
Selon la direction régionale de l'Alimentation, de l'Agriculture et de la Forêt de Poitou-Charentes, il n'y a plus que 21 exploitations agricoles en 2010 contre 22 en 2000.
Les surfaces agricoles utilisées ont augmenté paradoxalement de 29 % et sont passées de 2 006 hectares en 2000 à 2 590 hectares en 2010. Ces chiffres indiquent une concentration des terres sur un nombre plus faible d’exploitations. Cette tendance est conforme à l’évolution  constatée sur tout le département de la Vienne puisque de 2000 à 2007, chaque exploitation a gagné en moyenne 20 hectares.
20 % des surfaces agricoles sont destinées à la culture des céréales (blé tendre et orges), 50 % pour le fourrage et 23 % reste en herbes.
L'activité agricole de la commune est surtout centrée sur l'élevage. En effet, six exploitations en 2010 (comme en 2000) abritent un élevage de bovins en expansion: 1 732 têtes en 2010 contre 942 têtes en 2000, soit une hausse de 84 % du cheptel. C’est un des troupeaux de bovins les plus importants de la Vienne qui rassemblent 48 000 têtes en 2011.
14 exploitations en 2010 (contre 16 en 2000) abritent un élevage d'ovins qui a connu une baisse importante: 7 614 têtes en 2010 contre 9 128 têtes en 2000. Cette évolution est conforme à la tendance globale du département de la Vienne. En effet, le troupeau d’ovins, exclusivement destiné à la production de viande, a diminué de 43,7 % de 1990 à 2007.
L'élevage de volailles a disparu en 2010 (256 têtes en 2000 répartis sur 12).

## Culture locale et patrimoine

### Lieux et monuments
- Église Saint-Sulpice d'Asnières-sur-Blour. Elle est inscrite à l'Inventaire général du patrimoine culturel[32].
- En 1965, un arbre de la liberté est planté aux confins des départements de la Charente et de la Haute-Vienne[33].
- Selon l'Inventaire des arbres remarquables de Poitou-Charentes[34], il y a un arbre remarquable sur la commune qui est un chêne pédonculé.
- La directive habitats protèges les étangs d'Asniéres[35]. Par ailleurs, les étangs de Villedon, des Ecluseaux et du moulin d'Asnières constituent un site qui est classé comme zone naturelle d’intérêt écologique, faunistique et floristique (ZNIEFF)[36].

Ce site est constitué d’une zone humide dans la vallée du Blour qui est un petit affluent de la Blourde. Il s’agit d’une chaîne de trois étangs. Ils sont connectés entre eux par un ruisseau dont les eaux sont relativement pauvres en substances nutritives. Son débit étant variable, ses berges peu pentues ont favorisé le développement d’une végétation amphibie riche et bien structurée. Ces étangs sont actuellement gérés pour la pêche, notamment les deux plus grands. La transformation des étangs en réserve de pêches impliquent un nettoyage de la végétation aquatique, un alevinage et l’introduction d’espèces non endémiques ou encore la modification des niveaux d’eau. Cette activité pourrait être préjudiciable à terme à l’équilibre de ces fragiles écosystèmes aquatiques.
Les étangs sont d’une grande richesse botanique : sur les 69 espèces végétales recensées, 12 présentent en effet un intérêt patrimonial pour la région Poitou-Charentes, et trois bénéficient d’une protection officielle sur l’ensemble du territoire national du fait de leur rareté: 
- Achillée sternutatoire,
- Campanule à corolle étalée,
- Châtaigne d’eau,
- Epilobe des marais,
- Gratiole officinale,
- Gypsophile des murailles,
- Leersie faux-riz,
- Marsilée à quatre feuilles, est une curieuse fougère aquatique aux feuilles flottantes divisées comme celles d’un trèfle à quatre feuilles. Cette plante est menacée de disparition dans toute l’Europe de l’Ouest.
- Petite Utriculaire : c’est une espèce carnivore dont les feuilles capturent de petits invertébrés aquatiques au moyen de pièges aspirants.
- Pulicaire commune,
- Rubanier nain,
- Souchet jaunâtre.

La faune, plus commune, abrite toutefois  des oiseaux qui nichent dans les ceintures de végétation palustre riveraines des étangs comme le Bruant des roseaux ou le Grèbe castagneux. Ce dernier fait l’objet d’une protection nationale.